# Стара Тернавщина
Стара Тернавщина (Тарнавщина) — колишнє село в Чернігівській області.

## Короткі відомості
1781 року в цих місцях колезький асесор Тарнавський мав два хутори, один з яких і став основою Старої Тернавщини ще за часів полкового устрою.
1859 року у власницькому селищі Тарнавщина було 84 двори і 487 мешканців, приписаних до парафії Олександро-Невської (Петро-Павлівської) церкви села Рудівки. Хутір входив до Рудівської волості 3-го стану.
1886-го це було вже село, де налічувалося: 1 двір козаків, 1 двір селян казенних, 103 двори селян-власників, 2 двори міщан та інших, 107 хат, 692 жителі.
1910 року в Старій Тернавщині налічувалося 156 господарств, зних козаків — 1, селян — 152, інших непривілейованих — З, усього 923 жителі, у тому числі 5 теслярів, 4 кравці, 2 шевці, 2 столяри, 1 коваль, 6 ткачів, 3 поденники, 6 займалися інтелігентними та 36 іншими неземлеробськими заняттями; решта дорослого населення займалася землеробством. Було 702 десятини придатної землі; землевласниками були поміщик В. П. Масленников та інші.
У 1911 році в селищі Тернавщина була земська школа та проживало 860 осіб.
У 1923—1930 роках — центр сільради. 1925 року налічувалося 206 дворів з 978 жителями; 1930-го — 211 дворів, 1047 жителів.
На фронтах Другої світової загинули 75 жителів села.
Стара Тернавщина входило до складу Прилуцького повіту, Яблунівського району Прилуцького округу (1923—1930), Рудівської сільради Малодівицького району Чернігівської області (1932—1959).
Розташовувалося село на лівому березі річки Руди (лівої притоки річки Переводу), за 16 км від Прилук.
1959 року включено до складу села Рудівка.
У часі радянських репресій голодом протягом 1932—1933 років померло не менше 28 людей.